# Consuelo Vidal
Consuelo Vidal  född 1930 på Kuba, död 7 oktober 2004 i Havanna, kubansk skådespelare, som vann pris för bästa kvinnliga skådespelare vid Andra årliga Bogotá Filmfestival för sin roll i Los Parajoes Tirandole a la Escopeta och bästa kvinnliga skådespelare vid French Amiens Festival för filmen Queen and King.

## Filmografi (i urval)
- 1999 - La Profecías de Amanda
- 1965 - El Robo
- 1982 - Los Parajoes Tirandole a la Escopeta
- 1994 - Queen and King
- 2000 - Lista de espera